# 尹良親王
尹良親王（ゆきよししんのう／これなが―／ただなが―、正平19年/貞治3年（1364年）？ - 応永31年8月15日（1424年9月7日）？）は、『浪合記』『信濃宮伝』などの軍記に見える南朝の皇族。それらの記すところによれば、後醍醐天皇の孫にして、中務卿宗良親王の皇子であり、母は井伊道政の女とされる（『纂輯御系図』『浪合記』『井伊家系図』等）。父親王の討幕の遺志を継いで東国各地を転戦したと伝えられるが、その内容の信憑性が極めて乏しいため、歴史学の立場からは創作上の人物とされている。源尹良とも。

## 実在性について
尹良親王の名は信用すべき同時代史料に見えないばかりか、まとまった伝記である『浪合記』･『信濃宮伝』も内容に矛盾や時代錯誤が多く、近世前期成立の偽書と推定されていることから、学界では机上の創作とされている。
この尹良親王についての伝説は、足利直義が知久祐超の娘あるいは妹を妾とし産んだ「之義」の伝説が元にあるとされる。しかし、『続本朝通鑑』に引用されている『信濃郷談』によれば、足利之義の伝説は信用に足らず、「則之良蓋宗良子乎（之良＝之義は宗良親王の子か）」としているため、厳密には、初めに宗良親王の子の伝承があり、それと『鎌倉大草紙』に記される「弘和年間に浪合で戦死した南朝某宮」が知久氏によって足利之義の伝承へと変化（この場合之義の戦死は応永3年3月24日（1396年5月2日）とされる）し、最終的に尹良親王伝説になったと考えられる。『寛政重修諸家譜』には「『寛永諸家系図伝』には祐超は室町将軍から錦の母衣を賜ったとあるが、今の呈譜には南朝の尹良親王から賜ったとある」とあり、祐超の娘は之義の母とある。

## 伝説の概要
『浪合記』『信濃宮伝』の間では年紀などに少なからず異同が見られるが、『南朝編年記略』などを援用しつつまとめると、およそ以下のとおりになる。
遠江井伊谷の館で生まれる。初め上野に移ったが、天授5年/康暦元年（1379年）吉野に参候し、親王宣下を蒙って二品に叙される。後に兵部卿を経て、元中3年/至徳3年（1386年）8月8日源姓を賜って臣籍に下り、同時に正二位権中納言に叙任され、左近衛大将･征夷大将軍を兼ねた。元中9年/明徳3年（1392年）南北朝合一後もなお吉野に隠れ留まる。応永4年（1397年）2月伊勢を発して駿河宇津野（静岡県富士宮市）へ移り、田貫左京亮の家に入った。同5年（1398年）春に宇津野を出て上野へ向かうが、鎌倉の軍勢から攻められたために柏坂（迦葉坂か）でこれを防戦。武田信長の館に入って数日逗留した後、8月上野寺尾城（群馬県高崎市）に赴いた。同10年（1403年）頼みとしていた新田義隆（義則か）が底倉で害されると、世良田有親らを伴って下野落合城（栃木県上三川町）に没落。次いで桃井満昌･堀田正重など旧功の士100余騎を率い、高崎・安中・碓氷の敵を討って信濃入りし、島崎城（長野県岡谷市）の千野伊豆守頼憲を頼って再興の機会を窺った。この際、尹良親王は千野頼憲に「さすらへの身にしありなば住み果てんとまり定めぬ憂き旅の空」という歌を送ったという。同31年（1424年）8月三河足助へ向かおうとし、諏訪を発して伊那路に差し掛かった折、待ち受けていた飯田太郎・駒場小次郎ら200余騎が阻んだため、浪合にてこれと奮戦した（浪合の合戦）。味方は80余騎であったが、結局世良田義秋・羽河景庸・熊谷直近ら以下25人が討たれ、最期を悟った尹良は子の良王君を従士に託した後、大河原の民家に入って自害した。
釜澤の宇佐八幡社には尹良親王をはじめ洞院実世、園基隆、藤原光資、堀川光継、宇佐美殿、桐羽殿の6人が祀られており、この6人は尹良親王の随臣とされる。

## 墓所

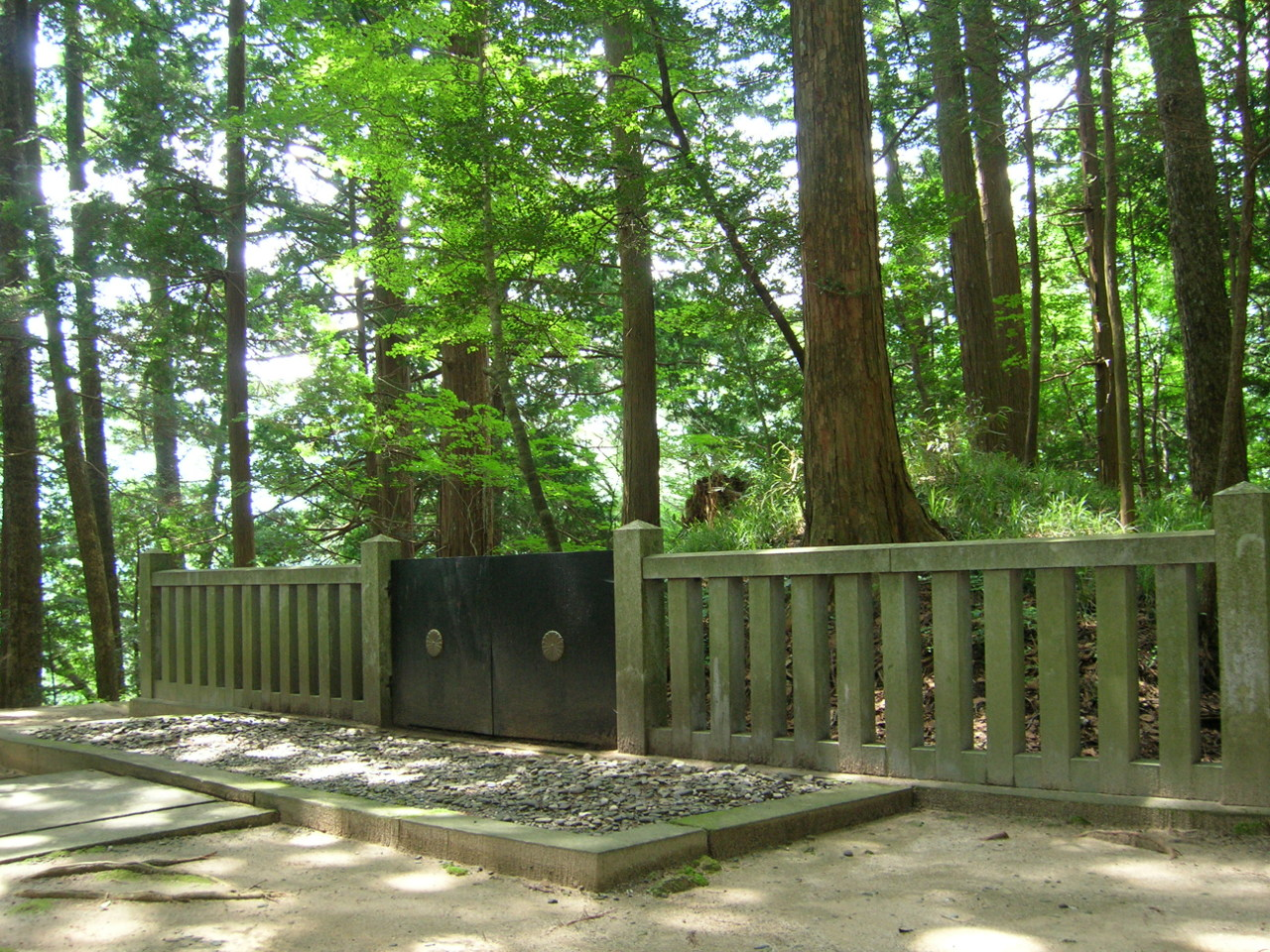
尹良親王墓

長野県下伊那郡阿智村浪合字宮の原に所在する円墳に治定されており、陪塚3基とともに宮内庁の管理下にある。
親王の首を埋めた場所と伝えられ、その隣接する地に建立された浪合神社は親王を祀る。天保年間には既に親王碑建立の企てもあったが、実現に至らないまま明治時代を迎えた。ところが、明治13年（1880年）6月明治天皇西巡の際、供奉先発の勅命を奉じて飯田に来た品川弥二郎に対し、浪合の増田平八郎らが資料を携行して親王墓の公認を懇請した。品川は使命が民情視察にあるとしてこれを一旦斥けたが、増田らは品川と旧知の松尾多勢子に仲介を頼んで更に懇願したところ、心を動かされた品川は木曽福島の行在所にて委曲を奏上した。天皇は直ちに侍従西四辻公業を勅使として浪合に派遣し、親王の事績を調査させた。その結果、翌14年（1881年）2月宮内省によって現墓が治定されて諸陵寮の管轄となり、昭和の改修を経て、現在に至っている。
なお、陪塚は「千人塚」と呼ばれ、世良田義秋・羽河景庸など、親王に殉じて討死した者らを葬った所と伝えられる。

## その他

### 岐阜県恵那市笠置町毛呂窪の伝説
岐阜県恵那市笠置町毛呂窪の伝説では、親王は浪合で死なず、従士の逸見左衛門九郎朝彬を召し連れ、柿の衣に笈を掛けた山伏姿に身をやつして美濃笠置山の麓の毛呂窪の郷に落ち延び、松王寺で再起を図った。大河原で敗残した従士達も集まって農耕をしながら20年余を経たが、やがて足利方の知るところとなって敵兵が来襲したため、従士49人が討死し、親王もまた自害したという。中津川市蛭川と恵那市笠置町毛呂窪に親王の墓所と伝えられる石塔が残っている。

### 岐阜県中津川市高山の伝説
岐阜県の中津川市高山の伝説では、宮方の将士等は尹良親王を擁して中山道西古道を中野方村まで来て一時滞在し、笠置神社(恵那市)で朝敵退散を祈り英気を養った。しかし敵勢が攻め寄せて来たため木曽路へ向かおうと、蛭川村を経て高山村の関屋にて戦いを交えた。宮方の従士等は奮戦したものの敵わず、宮は妃を大圓坊に留めて御子良王とも別れて従士等と共にひたすら東へ落ち延びて福岡村から山を越えて坂下村へ至り矢淵の戦いとなった。従士の今峯何某が討死し、千葉・糸川・逸見・竹腰等は宮を奉じて川上村の山中に入った。宮はここで自刃し四勇士は四散して再挙を約束し千葉は川上村に、竹腰は上野村に、糸川は宮の首を奉じて高山村に至り殿垣戸という森林の中に埋め、逸見は毛呂窪村に潜伏した。この後、妃は敵に大圓坊を襲撃されて殿垣戸の森の中にいたり自決した。御子良王は従士に護られ若山という姪のもとに隠れた。今も殿垣戸に殿塚と姫塚がある。遺臣の糸川隼人が宮ならびに妃を葬り冥福を祈ったと伝えられる。また逸見も毛呂窪村に五輪塔を建てて宮の菩提を弔ったという。やがて遺臣達は姪のふところの幼主に仕え傍らに農耕に従事し付近を開拓して、法泉寺を建てたという。姪の住んでいた地を御所平と言い、館址も伝わっている。

### 岐阜県中津川市蛭川の伝説
岐阜県中津川市蛭川には、親王塚石櫃・寺屋敷・輪塔などの遺蹟があり就中親王塚は某親王がここに薨去したため葬られたと伝わる。また笠置町河合の雀明神は、姫君の小袖を祀ったと伝えられている。

## 系譜
- 父：宗良親王（1311-1385?）
- 母：井伊道政女 重子（駿河姫）[2]
- 兄弟姉妹：桜姫（大橋定省室）

- 室：世良田政義女
  - 男子：良王（尹重） - 子孫は大橋家を継承したと伝わる
  - 男子：氷室良新 - 津島神社社家氷室家の祖
  - 男子：崎之宮 - 浪合合戦の後、三河国額田もしくは足助にて、幼くして病死する。
  - 女子：蜂須賀正秋室？

## ユキヨシ様
「ユキヨシ様」は伊那谷から北三河･北遠江にかけての国境地帯にて祀られる習俗が広く分布しており、この信仰に関して民俗学の側面から着目したのが柳田國男であった。柳田は「東国古道記」の中で、およそ次のように述べている。「かつて中部山岳地帯と海岸を結び付ける道は秋葉街道だけであったが、やがて浪合を通り飯田･根羽に連なる三州街道（飯田街道）が開けてきて、その段階で津島神社の御師たちが入り込み、土着的な山路の神『ユキヨシ様』を旅人の道中安全を守る守護神（一種の道祖神）へと変化させて山間に広く分布していった。これに加えて、浪合で戦死した南朝某宮に対する御霊信仰の要素が結合して尹良親王なるものが出現し、さらに津島神社や三河武士・徳川氏の起源伝承として存在意義が認められ、地元の口碑がその欲求に合うように内容まで多様に変型させられたのではなかろうか」。柳田の見解は伝説の史実化の過程を考える上で示唆するところが多く、特に津島信仰の絡み合いについては、柳田の洞察力が遺憾なく発揮されていると言えよう。「ユキヨシ様」は、近世の地方における南朝史受容の一コマを現代に語り伝えているのである。
もっとも、延宝から正徳頃までの浪合神社の棟札には、祭神を行義権現と記しているものがあるため、「ユキヨシ様」信仰は一元的ではないことがわかる。